# Oleg Ochenkov
Oleg Aleksandrovitch Ochenkov (en russe : Олег Александрович Ошенков) est un footballeur et entraîneur de football soviétique né le 14 mai 1911 (27 mai 1911 dans le calendrier grégorien) à Saint-Pétersbourg et mort le 10 mai 1976 à Kiev.

## Biographie

### Carrière de joueur
Natif de Saint-Pétersbourg, Oleg Ochenkov est durant sa jeunesse un grand amateur de sport, pratiquant le football mais également le hockey sur glace. Alors qu'il travaille dans l'impression avant de devenir machiniste d'usine à Moscou, il joue notamment pour le club local du Goznak entre 1927 et 1930. Il revient par la suite dans sa ville natale, renommée entre-temps Léningrad, et évolue successivement sous les couleurs du Krasny Treugolnik, du Promkooperatsia et du Spartak (en) entre 1931 et 1935.
En 1936, Ochenkov rejoint les rangs du Dinamo Léningrad et prend part à la première édition du championnat soviétique dans lequel il fait ses débuts le 31 mai 1936 contre le Dynamo Moscou. Il passe par la suite le reste des années 1930 au Dinamo, cumulant 103 matchs disputés et trois buts marqués, avant de rejoindre le Zénith Léningrad en 1941 mais n'a la possibilité de jouer que trois matchs avant que le championnat ne soit interrompu en raison de la Seconde Guerre mondiale.
Au cours des années de guerre, Ochenkov est transféré dans la ville de Kazan où il joue pour l'équipe locale du Dinamo. Après la fin des combats autour de Léningrad en 1944, il fait dans la foulée son retour au Dinamo Léningrad où il évolue jusqu'à la fin de la saison 1947, prenant dans la foulée sa retraite à l'âge de 36 ans.

### Carrière d'entraîneur

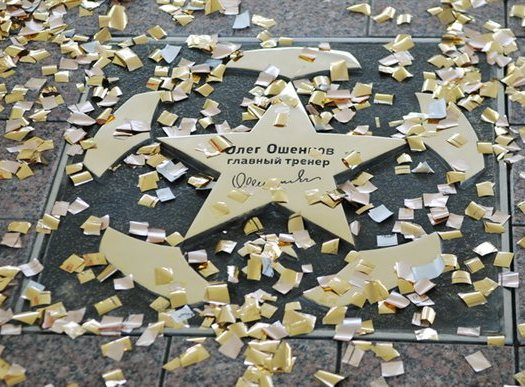
Étoile dédiée à Oleg Ochenkov sur le Walk of Fame du Chakhtar Donetsk.

Peu après la fin de sa carrière de joueur, Ochenkov occupe dès 1948 un poste d'administrateur au Zénith Léningrad avant de revenir l'année suivante au Dinamo Léningrad où il devient entraîneur adjoint de Mikhaïl Boutoussov (en) entre 1949 et 1950. Il devient en 1951 l'entraîneur principal du Dynamo Kiev, équipe qu'il dirige jusqu'à la fin de l'année 1956 et avec qui il termine vice-champion en 1952 avant de remporter la Coupe d'Union soviétique en 1954.
Après deux années au deuxième échelon à la tête du Troudovyé Rezervy Léningrad (ru) entre 1957 et 1958, Ochenkov fait son retour au Dynamo Kiev pour la saison 1959 mais est démis de ses fonctions dès le mois de juillet après des résultats décevants. Il occupe ensuite le banc du Soudostroïtel Nikolaïev durant le premier semestre 1960.
Au cours du mois du mois de juin 1960, Ochenkov est nommé à la tête du Chakhtior Donetsk et dirige par la suite l'équipe durant la quasi-totalité de la décennie 1960, ne quittant le club qu'en octobre 1969. Durant son passage, le Chakhtior remporte ses premiers trophées nationaux avec deux victoires consécutives dans la coupe nationale en 1961 et en 1962, pour une finale perdue en 1963 face au Spartak Moscou.
À la fin de son passage à Donetsk, il fait son retour au Soudostroïtel Nikolaïev pour la saison 1970 avant de devenir président de la fédération de football de la RSS d'Ukraine entre 1971 et 1975. Il entraîne ensuite le Metallist Kharkov à partir de juin 1975 avant de mourir d'une crise cardiaque à Kiev le 10 mai 1976, quelques jours avant ses 65 ans.

## Statistiques de joueur
| Saison                | Club                  | Championnat           | Championnat | Championnat | Coupe(s) nationale(s) | Coupe(s) nationale(s) | Total | Total |
| Saison                | Club                  | Division              | M.          | B.          | M.                    | B.                    | M.    | B.    |
| 1936                  | Dinamo Léningrad      | D1                    | 13          | 0           | 6                     | 0                     | 19    | 0     |
| 1937                  | Dinamo Léningrad      | D1                    | 9           | 0           | 3                     | 0                     | 12    | 0     |
| 1938                  | Dinamo Léningrad      | D1                    | 24          | 0           | 5                     | 0                     | 29    | 0     |
| 1939                  | Dinamo Léningrad      | D1                    | 24          | 2           | -                     | -                     | 24    | 2     |
| 1940                  | Dinamo Léningrad      | D1                    | 19          | 1           | -                     | -                     | 19    | 1     |
| Sous-total            | Sous-total            | Sous-total            | 89          | 3           | 14                    | 0                     | 103   | 3     |
| 1941                  | Zénith Léningrad      | D1                    | 3           | 0           | -                     | -                     | 3     | 0     |
| Sous-total            | Sous-total            | Sous-total            | 3           | 0           | -                     | -                     | 3     | 0     |
| 1945                  | Dinamo Léningrad      | D1                    | 22          | 2           | 1                     | 0                     | 23    | 2     |
| 1946                  | Dinamo Léningrad      | D1                    | 22          | 1           | 1                     | 0                     | 23    | 1     |
| 1947                  | Dinamo Léningrad      | D1                    | 19          | 1           | 3                     | 0                     | 22    | 1     |
| Sous-total            | Sous-total            | Sous-total            | 63          | 4           | 5                     | 0                     | 68    | 4     |
| Total sur la carrière | Total sur la carrière | Total sur la carrière | 155         | 7           | 19                    | 0                     | 174   | 7     |

## Palmarès d'entraîneur
| Dynamo Kiev - Coupe d'Union soviétique (1) : - Vainqueur : 1954. |  | Chakhtior Donetsk - Coupe d'Union soviétique (2) : - Vainqueur : 1961 et 1962. - Finaliste : 1963. |